# Torneio Lopes da Silva

O Torneio Inter-Associações Lopes da Silva é uma competição realizada em Portugal pela Federação Portuguesa de Futebol, sendo disputada pelas selecções sub-14 das 22 Associações Distritais portuguesas.
Sob a designação Lopes da Silva, antigo presidente da Federação Portuguesa de Futebol, conta já com 32 edições, período durante o qual teve diferentes denominações e concepções competitivas.
É a maior competição de futebol em Portugal no escalão de sub-14, servindo de antecâmara da Seleção Nacional de sub-15, que a partir da época desportiva 2007/08 voltou a ser a primeira representação nacional a que um jovem futebolista pode aspirar.
De facto, nesta prova, estão presentes os melhores jogadores de todas as seleções das Associações Distritais, cujas qualidades são aferidas pelos coordenadores técnicos das Associações, a quem cabe a observação dos atletas e a elaboração de uma lista com o nome dos jogadores que melhor impressão causaram ao longo do Torneio.
A informação recolhida pelos coordenadores serve, em grande medida, para a elaboração do núcleo de jogadores que formará a Seleção Nacional Portuguesa sub-15 da temporada seguinte.
Desde que esta prova se passou a designar como Lopes da Silva, a AF Lisboa tem dominado a competição, alcançando 16 vitórias em 29 edições. AF Porto (9 títulos), Algarve (1), Aveiro (1), Braga (1) e Madeira (1) completam a lista de vencedores.

## O Torneio Interassociações Lopes da Silva
Num desporto como o futebol, em que o grau de imprevisibilidade é tão grande, os factos têm de ser reconhecidos e promovidos. O Torneio Lopes da Silva tem vários, mas vamos começar pelo mais evidente. Alguns dos maiores talentos que o futebol português já produziu passaram pela competição que teve o seu início em 1974 e que adotou a designação de "Lopes da Silva" em 1995.
Luís Figo, João Vieira Pinto, Pedro Pauleta, Rui Costa, João Moutinho, Rui Patrício, Ricardo Quaresma, Fernando Brassard, Rúben Micael, Eduardo, Miguel Veloso, Maniche, Costinha, Iuri Medeiros, Pizzi ou Hugo Viana são exemplos da dimensão que este torneio ganhou como primeira grande "montra" do futebol português. Mas nada disto é por acaso, há um processo inerente, pensado pela Federação Portuguesa de Futebol em estreita colaboração com as Associações Distritais e Regionais (ADR's) que conduziu ao sucesso.

## Regulamento
Os jogos Cada partida tem a duração de 60 minutos (30 minutos cada parte), com dez minutos de intervalo. No jogo da final, em caso de igualdade após os 60 minutos, o vencedor será decidido através da marcação de grandes penalidades.
Classificação Em caso de empate entre duas ou mais seleções no final da primeira fase, proceder-se-á ao desempate através da aplicação dos seguintes critérios:
a) Maior número de pontos obtidos nos jogos efetuados entre si
b) Maior diferença global entre golos marcados e sofridos
c) Maior número global de golos marcados
d) Maior número de vitórias em todos os jogos disputados
e) Menor média de idades de todos os jogadores de cada seleção empatada
f) Sorteio

## Últimos Vencedores
| ÉPOCA | VENCEDOR   |
| ----- | ---------- |
| 2025  | AF Lisboa  |
| 2024  | AF Lisboa  |
| 2023  | AF Madeira |
| 2022  | AF Braga   |
| 2021  | Cancelado  |
| 2020  | Cancelado  |
| 2019  | AF Lisboa  |
| 2018  | AF Lisboa  |
| 2017  | AF Porto   |
| 2016  | AF Lisboa  |
| 2015  | AF Porto   |
| 2014  | AF Porto   |
| 2013  | AF Lisboa  |
| 2012  | AF Lisboa  |
| 2011  | AF Lisboa  |
| 2010  | AF Lisboa  |
| 2009  | AF Lisboa  |
| 2008  | AF Lisboa  |
| 2007  | AF Lisboa  |
| 2006  | AF Lisboa  |
| 2005  | AF Lisboa  |
| 2004  | AF Porto   |
| 2003  | AF Porto   |
| 2002  | AF Aveiro  |
| 2001  | AF Lisboa  |
| 2000  | AF Lisboa  |
| 1999  | AF Porto   |
| 1998  | AF Porto   |
| 1997  | AF Porto   |
| 1996  | AF Algarve |
| 1995  | AF Porto   |

## Luís Carlos Lopes da Silva
A prova homenageia um homem que dirigiu o organismo que rege o futebol nacional entre 1992 e 1993. Luís Carlos Lopes da Silva nasceu em Vila Real a 21 de janeiro de 1929 e desde cedo manifestou uma enorme paixão pelo Desporto (esteve ligado a modalidades como a Ginástica, a Pesca e o Automobilismo) e, sobretudo, pelo futebol. A carreira como futebolista foi curta, durou apenas sete anos (dos 15 aos 22), mas as passagens por SC Vila Real e GD Bragança serviram para acicatar o gosto pela competição e a entrada num universo do qual nunca mais se viria a desligar.
Bancário de profissão, a entrada no dirigismo desportivo aconteceu em 1958, quando assumiu as funções de secretário e diretor do SC Vila Real. A aventura durou até 1961, precisamente o ano em que se estreou no movimento associativo, na Associação de Futebol de Vila Real, onde exerceu as funções de diretor e de secretário geral. Em 1976 entrou na AF Coimbra dando início a uma longa ligação àquele organismo (entre 1976 e 1993, com apenas com uma pausa de cinco anos, entre 1980-1985), período durante o qual foi responsável por diversos departamentos, além de ter sido vice-presidente e presidente da direção. No que diz respeito à Federação Portuguesa de Futebol, a entrada deu-se em 1967, para membro do Conselho Técnico, cargo que ocupou até 1971. Foi ainda vogal da direção da FPF entre 1979 e 1982. Chegou à do organismo que tutela o futebol português entre 1992 e 1993, assegurando a transição entre as direções presididas por João Rodrigues e Vítor Vasques.
Lopes da Silva fez, ainda, parte da Comissão de Juniores da UEFA (1992-1994) e teve colaborações significativas com os jornais "O Comércio do Porto" e "O Jogo".
A Federação Portuguesa de Futebol homenageou Luís Carlos Lopes da Silva a título póstumo (faleceu a 23 de maio de 1995, aos 66 anos) pelos serviços relevantes ao Futebol Português através da atribuição, em Assembleia Geral, da "Medalha de Ouro ao Mérito".